# Școala Vasile Lucaciu
Școala Vasile Lucaciu este un monument istoric aflat pe teritoriul satului Șișești; comuna Șișești.

## Galerie

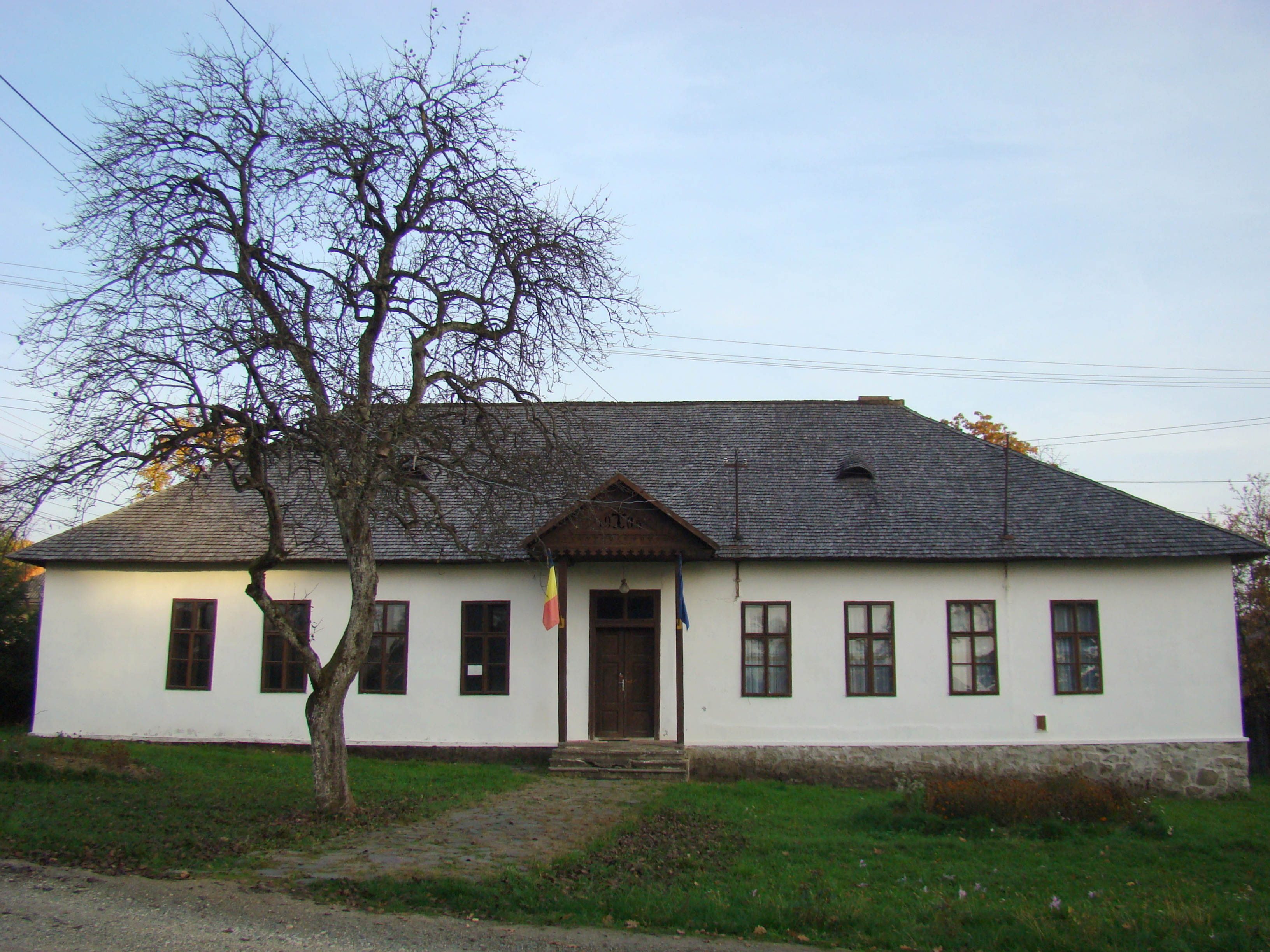
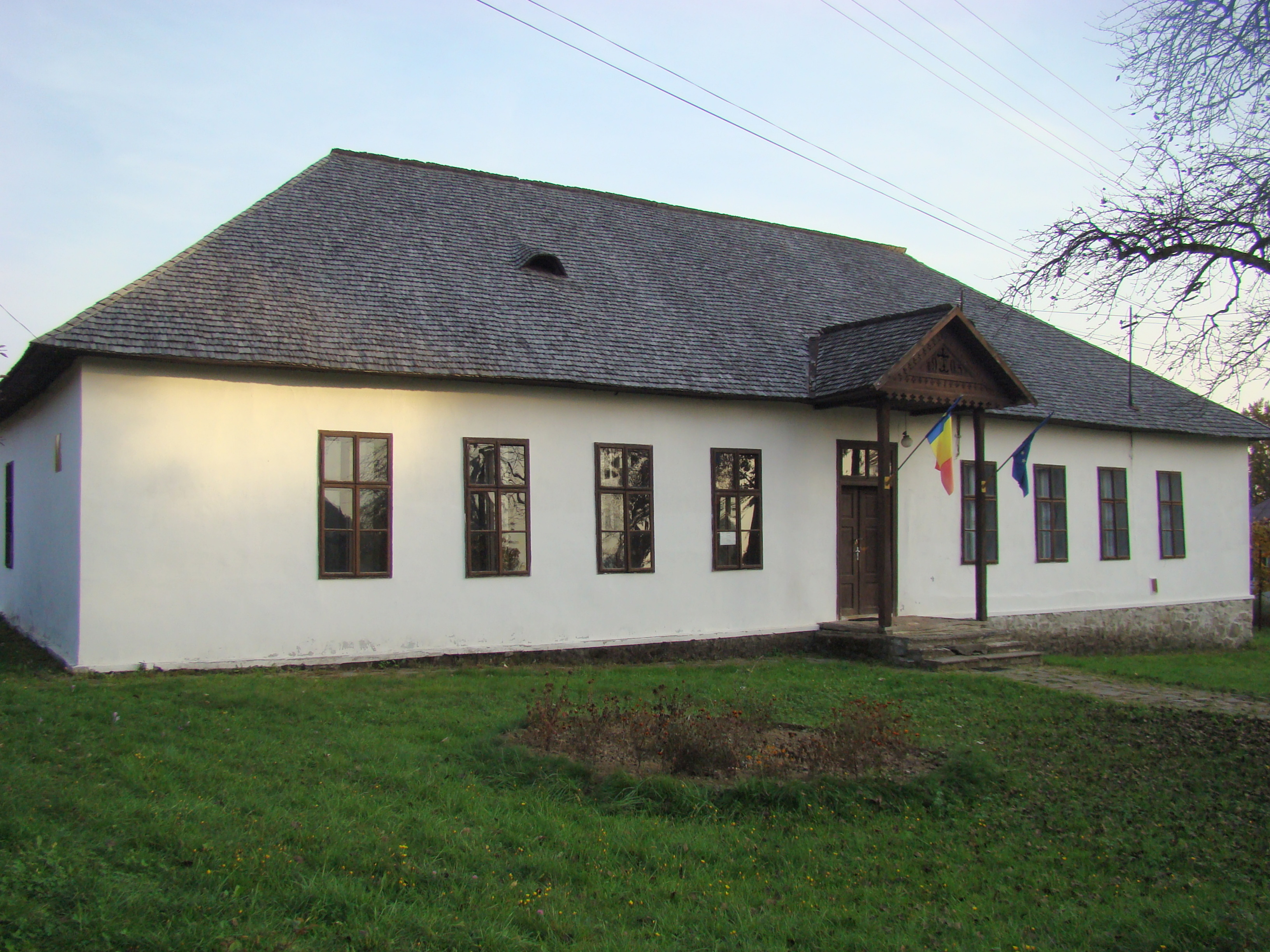
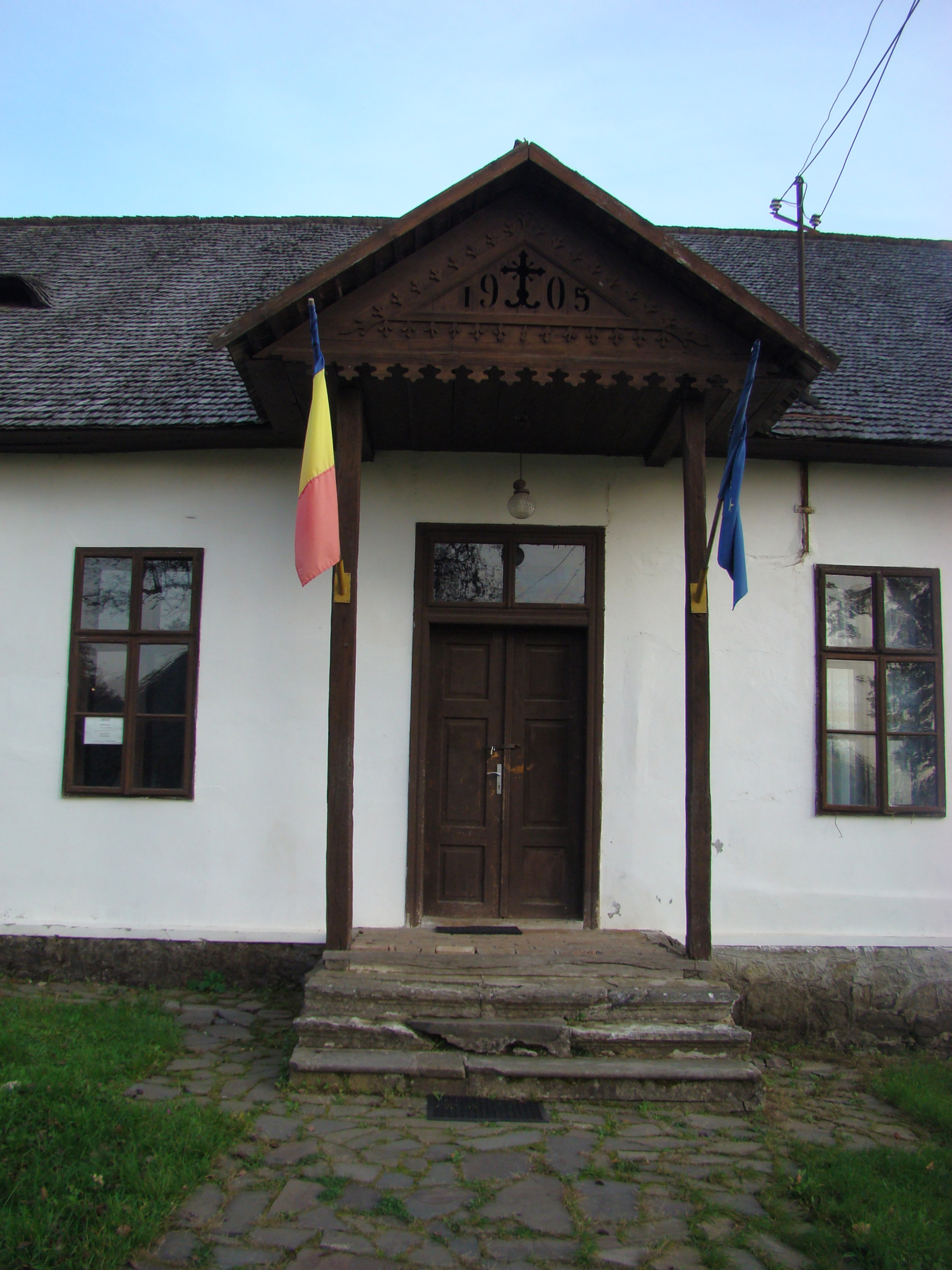
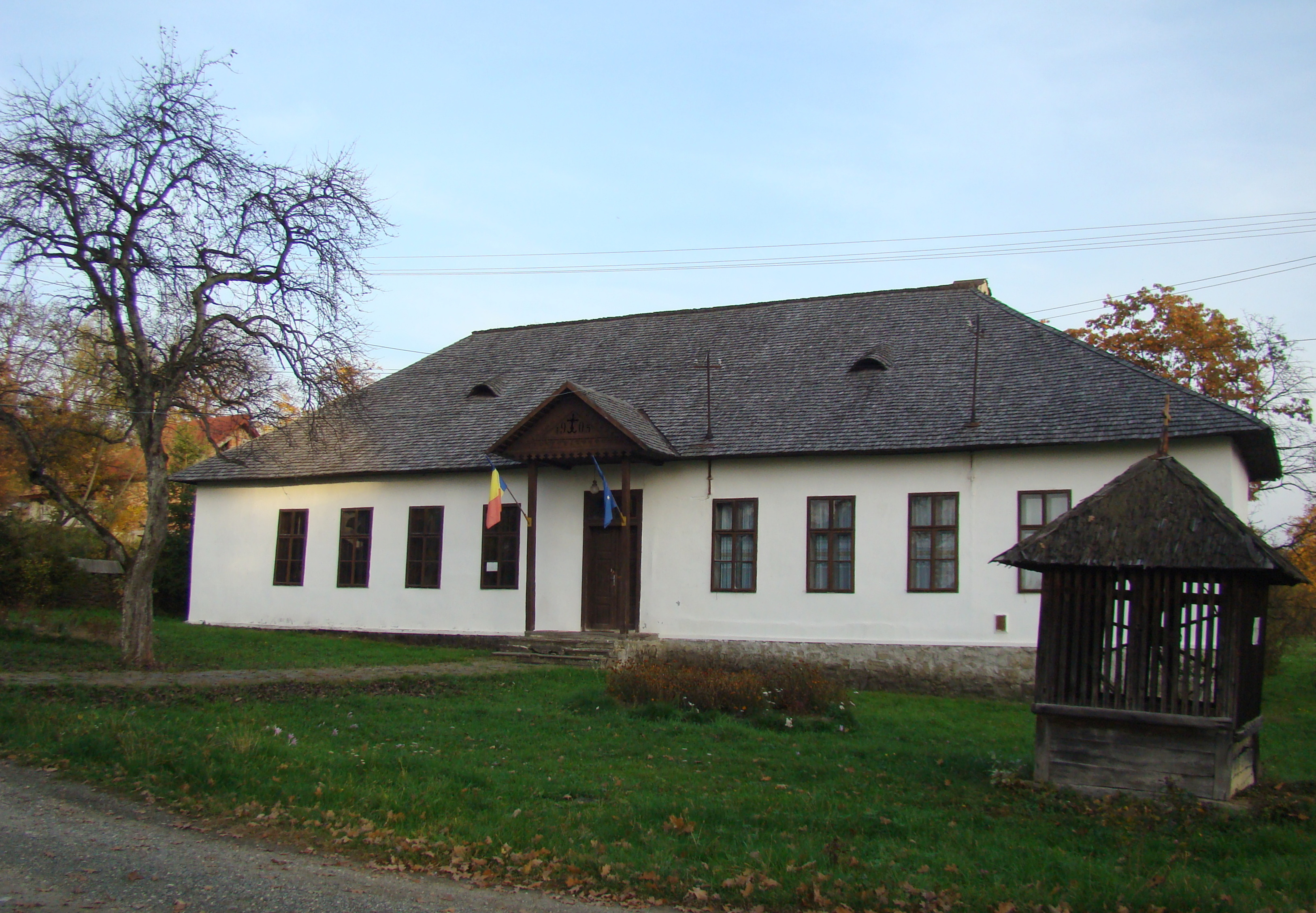